# Neymar: The Perfect Chaos
Neymar: The Perfect Chaos (en portuguès, Neymar - O Caos Perfeito) és una sèrie documental de Netflix del 2022 sobre el futbolista professional brasiler Neymar. Es va estrenar el 25 de gener de 2022 i inclou subtítols en català.
Daniel Sillman és un productor executiu de la docusèrie.

## Intervencions
- Neymar
- David Beckham
- Lionel Messi
- Kylian Mbappé
- Marquinhos
- Thiago Silva
- Dani Alves

## Llista d'episodis
| Núm. | Títol                         | Direcció                | Data d'estrena original |
| ---- | ----------------------------- | ----------------------- | ----------------------- |
| 1    | «The Great Brazilian Promise» | David Charles Rodrigues | 25 de gener de 2022     |
| 2    | «The Comeback»                | David Charles Rodrigues | 25 de gener de 2022     |
| 3    | «This is Paris»               | David Charles Rodrigues | 25 de gener de 2022     |